# Сан Пелегрино (Фиренца)
Сан Пелегрино је насеље у Италији у округу Фиренца, региону Тоскана.
Према процени из 2011. у насељу је живело 58 становника. Насеље се налази на надморској висини од 359 м.